# Crotalaria andringitrensis
Crotalaria andringitrensis är en ärtväxtart som beskrevs av René Viguier. Crotalaria andringitrensis ingår i släktet sunnhampor, och familjen ärtväxter. Inga underarter finns listade i Catalogue of Life.